# Zij aan Zij (magazine)

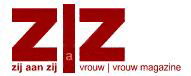
Het oude logo van Zij aan Zij

Zij aan Zij is een online magazine voor lesbische, biseksuele en transgender vrouwen in Nederland en België. Tot 2017 was het magazine ook als papieren tijdschrift verkrijgbaar.
Zij aan Zij werd in 1992 opgericht door Maria van Oosten. Het blad voorzag in een lacune en was een tegenwicht voor de ledenbladen van het COC en Groep 7152, voor het meer multiculturele Furore en voor het academische vrouwenstudiestijdschrift LOVER. Met een oplage van 11.000 verscheen het blad acht keer per jaar met artikelen over relaties, vrouwenemancipatie, kunst, cultuur, reizen, ontmoeten en uitgaan.
Hoofdredacteur Franc Craanen restylede het blad in 2009 tot een glossy. In december 2011 kocht hij het tijdschrift van oprichtster Maria van Oosten en kort daarna wijzigde hij de titel in Z|Z This=Us.  In juni 2012 kocht oprichtster Maria van Oosten het blad terug en werd zijzelf weer de hoofdredacteur. Ze draaide ook de naamsverandering terug. In hetzelfde jaar ontving ze voor haar werk de Bob Angelo Penning van het COC voor haar bijdragen aan de emancipatie van lesbische, biseksuele en transgender vrouwen. Vanwege teruglopende lezersaantallen werd afstand gedaan van de glossy-uitvoering, en keerde het blad terug naar hoe het voordien was, namelijk als een tijdschrift met de nadruk op persoonlijke verhalen waar de lezeressen zich in kunnen herkennen.
Op 4 augustus 2017 vierde het blad haar 25-jarig bestaan en kreeg oprichtster Maria van Oosten de onderscheiding Ridder in de Orde van Oranje-Nassau. Het jubileumnummer was de laatste uitgave op papier; wegens teruglopende abonnee-aantallen ging het magazine sindsdien online verder.
Er kwam een nieuwe hoofdredacteur, Marieke de Wit, die per 1 januari 2018 het blad kocht van Maria van Oosten.